# تاكاشي كيمورا
تاكاشي كيمورا (باليابانية: 木村隆) هو لاعب كرة الماء ياباني، ولد في 24 مارس 1950.

## وصلات خارجية
- تاكاشي كيمورا على موقع الاتحاد الدولي للسباحة (الإنجليزية)
- تاكاشي كيمورا على موقع أوليمبيديا (الإنجليزية)